# Nadine Visser
Nadine Visser, född 9 februari 1995, är en nederländsk häcklöpare och tidigare sjukampare.
Hon har blivit nederländsk mästare utomhus fem gånger (100 meter 2020 samt 100 meter häck 2015, 2020, 2022 och 2023) och nederländsk mästare inomhus tio gånger (60 meter häck 2015, 2016, 2017, 2018, 2019, 2020, 2021 och 2025 samt femkamp 2017 och 60 meter 2024).

## Karriär
I mars 2023 vid inomhus-EM i Istanbul tog Visser silver på 60 meter häck efter ett lopp på 7,84 sekunder.

## Personliga rekord
| Utomhus - 100 meter häck – 12,51 (Zürich, 9 september 2021) 0NR0 - 100 meter – 11,25 (Utrecht, 29 augusti 2020) - Sjukamp – 6 467 poäng (Götzis, 31 maj 2015) | Inomhus - 60 meter häck – 7,72 (Apeldoorn, 7 mars 2025) 0NR0 - 60 meter – 7,19 (Apeldoorn, 17 februari 2024) - Femkamp – 4 428 poäng (Apeldoorn, 5 februari 2017) |